# Cagnicourt
Cagnicourt és un municipi francès situat al departament del Pas de Calais i a la regió dels Alts de França. L'any 2007 tenia 412 habitants.

## Demografia

### Població
El 2007 la població de fet de Cagnicourt era de 412 persones. Hi havia 155 famílies de les quals 30 eren unipersonals (17 homes vivint sols i 13 dones vivint soles), 54 parelles sense fills, 63 parelles amb fills i 8 famílies monoparentals amb fills.
La població ha evolucionat segons el següent gràfic:
Habitants censats

### Habitatges
El 2007 hi havia 176 habitatges, 156 eren l'habitatge principal de la família, 2 eren segones residències i 18 estaven desocupats. 169 eren cases i 5 eren apartaments. Dels 156 habitatges principals, 120 estaven ocupats pels seus propietaris, 27 estaven llogats i ocupats pels llogaters i 8 estaven cedits a títol gratuït; 1 tenia una cambra, 2 en tenien dues, 22 en tenien tres, 33 en tenien quatre i 97 en tenien cinc o més. 124 habitatges disposaven pel capbaix d'una plaça de pàrquing. A 64 habitatges hi havia un automòbil i a 71 n'hi havia dos o més.

### Piràmide de població
La piràmide de població per edats i sexe el 2009 era:
| Homes | Edats   | Dones |
| ----- | ------- | ----- |
| 4     | 95 o +  | 0     |
| 0     | 90 a 94 | 0     |
| 0     | 85 a 89 | 8     |
| 0     | 80 a 84 | 0     |
| 12    | 75 a 79 | 8     |
| 8     | 70 a 74 | 4     |
| 8     | 65 a 69 | 12    |
| 12    | 60 a 64 | 12    |
| 12    | 55 a 59 | 8     |
| 12    | 50 a 54 | 8     |
| 12    | 45 a 49 | 12    |
| 8     | 40 a 44 | 16    |
| 16    | 35 a 39 | 16    |
| 12    | 30 a 34 | 8     |
| 24    | 25 a 29 | 16    |
| 16    | 20 a 24 | 8     |
| 8     | 15 a 19 | 16    |
| 16    | 10 a 14 | 28    |
| 0     | 5 a 9   | 12    |
| 16    | 0 a 4   | 16    |

## Economia
El 2007 la població en edat de treballar era de 250 persones, 184 eren actives i 66 eren inactives. De les 184 persones actives 160 estaven ocupades (90 homes i 70 dones) i 24 estaven aturades (8 homes i 16 dones). De les 66 persones inactives 21 estaven jubilades, 22 estaven estudiant i 23 estaven classificades com a «altres inactius».

### Ingressos
El 2009 a Cagnicourt hi havia 160 unitats fiscals que integraven 418,5 persones, la mediana anual d'ingressos fiscals per persona era de 17.943 €.

### Activitats econòmiques
Dels 8 establiments que hi havia el 2007, 1 era d'una empresa de construcció, 1 d'una empresa de comerç i reparació d'automòbils, 1 d'una empresa de transport, 1 d'una empresa immobiliària, 3 d'empreses de serveis i 1 d'una empresa classificada com a «altres activitats de serveis».
Dels 3 establiments de servei als particulars que hi havia el 2009, 1 era una oficina de correu, 1 establiment de lloguer de cotxes i 1 empresa de construcció.
L'any 2000 a Cagnicourt hi havia 11 explotacions agrícoles.

## Equipaments sanitaris i escolars
El 2009 hi havia una escola maternal integrada dins d'un grup escolar amb les comunes properes formant una escola dispersa.

## Poblacions més properes
El següent diagrama mostra les poblacions més properes.